# Monofosfat de desoxiadenosina
El Monofosfat de desoxiadenosina, amb la fórmula C10H14N₅O₆P
(en anglès:Deoxyadenosine monophosphate, abreujat com a dAMP) també conegut com a desoxiadenilat, és un derivat de l'àcid nucleic comú AMP en el qual s'ha tret el grup hidroxil -OH del 2' carboni de la pentosa (d'aquí la part del nom de desoxi). El terme monofosfat indica que dos dels grups fosforils de l'ATP s'han tret, probablement per hidròlisi.